# William Barry Wood (Molekularbiologe)
William Barry Wood III (* 19. Februar 1938 in Baltimore; † 9. Mai 2024 in Boulder, Colorado) war ein US-amerikanischer Molekular- und Entwicklungsbiologe und zuletzt bis 2008 Professor an der University of Colorado Boulder. Sein Forschungsgebiet war insbesondere die Genetik und Molekularbiologie der Achsenbildung, der Musterbildung und der Geschlechtsbestimmung im Verlauf der Entwicklung des Fadenwurms Caenorhabditis elegans. Er gilt zudem als ein Pionier der Erforschung von Bakteriophagen.

## Forschung
„Bill“ Wood war das älteste von fünf Kindern einer naturwissenschaftlich interessierten Familie. Seine Mutter hatte Bakteriologie studiert und unterrichtete an einer High School, sein Vater war Arzt und unterrichtete bis 1955 an der Washington University in St. Louis und leitete danach die medizinische Fakultät der Johns Hopkins University in Baltimore. Wood wuchs in St. Louis auf und studierte Chemie an der Harvard University. Er wechselte nach dem Examen an die Stanford University und erwarb dort 1964 den Doktorgrad (PhD) in der Arbeitsgruppe des späteren Nobelpreisträgers Paul Berg. Als Postdoc ging er anschließend in die Schweiz zu Werner Arber, der über Bakteriophagen forschte und später ebenfalls einen Nobelpreis zugesprochen bekam. Nach der Rückkehr in die USA erhielt Wood eine Stelle als Assistant Professor am California Institute of Technology (Caltech).
Gemeinsam mit Robert Stuart („Bob“) Edgar (1930–2016) verfolgte er am Caltech einen damals neuartigen wissenschaftlichen Ansatz, bei dem Biochemie (Wood) und Genetik (Edgar) kombiniert wurden, um herauszufinden, über welche Zwischenstufen sich der Escherichia-Phage T4 – ein Virus, das Bakterien befällt – in den Bakterienzellen reproduziert. Es gelang ihnen, auch dank der Elektronenmikroskopie, zu bestimmen, welche Teile des Phagen T4 von dessen einzelnen Genen kodiert werden und welche von den Phagengenen abstammenden Proteine dazu beitragen, Phagen der nächsten Generation zusammenzusetzen. In einem Nachruf in der Fachzeitschrift PNAS hieß es: „Diese Meisterleistung begründete ein neues Paradigma für den Aufbau komplexer biologischer Strukturen und trug dazu bei, dass Bill im jungen Alter von 34 Jahren in die National Academy of Sciences gewählt wurde.“
Nach zwölf Jahren am Caltech wechselte Wood 1978 als Professor an die University of Colorado, Boulder, wo er bis zu seiner Pensionierung im Jahr 2008 tätig blieb. Schon zuvor hatte der komplexe Prozess, wie sich einzellige Embryonen zu mehrzelligen Erwachsenen mit verschiedenen Geweben entwickeln, sein Interesse geweckt. Um in diesem Gebiet erfolgreich forschen zu können, schien ihm das von Sydney Brenner neu etablierte Modellsystem, der Fadenwurm Caenorhabditis elegans geeignet, der in nur drei Tagen vom Ei zum erwachsenen Tier heranwächst. In Boulder war zum Zeitpunkt seines Wechsels – anders als am Caltech – bereits eine Arbeitsgruppe zu Caenorhabditis elegans etabliert. Sein Labor befasste sich u. a. mit der Aufklärung des Vorgangs, durch den in den Embryonen bestimmt wird, wie aus unspezialisierten Zellen die spezialisierten Zellen der erwachsenen Würmer entstehen und wie die Würmer dazu gebracht werden, sich als Zwitter zu entwickeln, anstatt als Männchen. Wood selbst untersuchte vor allem, wie der Wurm seine Rechts-Links-Achse entwickelt, die schon bei Embryonen mit nur sechs Zellen nachweisbar ist. Er dokumentierte erstmals, dass bereits Ein-Zell-Embryonen Anzeichen dafür zeigen, dass sie links und rechts unterscheiden können.

## Erfahrungen als Musiker
Bill Wood war mit seiner deutschstämmigen Frau Renate verheiratet, die als Lehrerin für Kreatives Schreiben tätig war. Ihre beiden Söhne, Oliver und Chris, sind erfolgreiche Roots-Rock-Musiker, bekannt als The Wood Brothers. Wood selber hatte bereits auf der High School gemeinsam mit dem späteren Bluegrass-Interpreten und mehrfachen Grammy-Preisträger John Hartford gesungen und Gitarre gespielt. Als Harvard-Student moderierte er „Balladeers“, eine wöchentliche Sendung im Campus-Radio, durch die er eine junge, damals unbekannte Musikerin namens Joan Baez kennenlernte. Sie traten gemeinsam in Cambridge in Kaffeehäusern auf und nahmen 1959 gemeinsam eine Platte mit dem Titel „Folksingers 'Round Harvard Square“ auf – im gleichen Jahr, als Joan Baez beim Newport Folk Festival erstmals vor einem größeren Publikum auftrat und ein Jahr bevor sie mit ihrer ersten Solo-LP den Grundstein für ihre internationale Karriere legte. Wood hingegen entschloss sich zu einer Fortsetzung seiner akademischen Ausbildung.
Im Nachruf in PNAS wurde berichtet, dass Wood, obwohl er die Musikkarriere Joan Baez überlassen hatte, bis zu seinem Tod weiter Gitarre spielte, Protestsongs schrieb, komponierte und sang: „Seine innovativen Lieder des sozialen Protests und Kommentare zum menschlichen Dasein erfreuten seine Nachbarn in der Seniorenresidenz, in der er die letzten sechs Jahre seines Lebens verbrachte. Er genoss es auch, mit seinen Söhnen auf der Bühne zu stehen, wenn sie in Boulder auftraten.“

## Ehrungen
- 1969: National Academy of Sciences Molecular Biology Award
- 1972: Mitglied der National Academy of Sciences
- 1976: Mitglied der American Academy of Arts and Sciences

## Schriften (Auswahl)
- Handed asymmetry in nematodes. In: Seminars in Cell & Developmental Biology. Band 9, Nr. 1, 1998, S. 53–60, doi:10.1006/scdb.1997.0189.
- Virus Assembly and Its Genetic Control. Kapitel 7 in: F. Eugene Yates et al.: (Hrsg.): Self-Organizing Systems. The Emergence of Order. Plenum Press, New York 1987, ISBN 978-1-4612-8227-3.
- mit T. E. Johnson: Genetic analysis of life-span in Caenorhabditis elegans. In: PNAS. Band 79, Nr. 21, 1982, S. 6603–6607, doi:10.1073/pnas.79.21.6603.
- Bacteriophage T4 Morphogenesis as a Model for Assembly of Subcellular Structure. In: The Quarterly Review of Biology. Band 55, Nr. 4, 1980, doi:10.1086/411980.
- mit H. R. Revel: The Genome of Bacteriophage T4. In: Bacteriological Reviews. Band 40, Nr. 4, 1976, S. 847–868.
- mit John H. Wilson, Robert M. Benbow und Leroy E. Hood: Biochemistry: A Problems Approach. W. A. Benjamin, 1974 (2. Auflage 1981). ISBN 0-8053-9840-6.

## Belege
1. ↑  Susan Strome, J. Richard McIntosh: William B. Wood: Pioneering scientist and educator (1938 to 2024). In: Proceedings of the National Academy of Sciences. Band 121, Nr. 38, ISSN 0027-8424, doi:10.1073/pnas.2413204121, PMC 11420184 (freier Volltext).
2. 1 2   Bill Wood. In: Rate Your Music. Abgerufen am 5. November 2024 (englisch).
3. ↑  William B Wood. In: Alumni Association. Stanford Medicine, abgerufen am 5. November 2024 (amerikanisches Englisch).
4. ↑  The Wood Brothers. Abgerufen am 5. November 2024 (amerikanisches Englisch).

| Personendaten    | Personendaten                                        |
| ---------------- | ---------------------------------------------------- |
| NAME             | Wood, William Barry                                  |
| ALTERNATIVNAMEN  | Wood, William B.; Wood, Bill                         |
| KURZBESCHREIBUNG | US-amerikanischer Molekular- und Entwicklungsbiologe |
| GEBURTSDATUM     | 19. Februar 1938                                     |
| GEBURTSORT       | Baltimore                                            |
| STERBEDATUM      | 9. Mai 2024                                          |
| STERBEORT        | Boulder (Colorado)                                   |